# The Simpsons Movie: The Music
The Simpsons Movie: The Music - ścieżka dźwiękowa do filmu Simpsonowie: Wersja kinowa. Płyta została wydana 24 lipca 2007 przez Adrenaline Music. 31 lipca została wydana edycja kolekcjonerska płyty. Ścieżka dźwiękowa została skomponowana przez Hansa Zimmera, który w tym samym czasie komponował również soundtrack do Piratów z Karaibów: Na krańcu świata.

## Lista utworów
1. "The Simpsons Theme (Orchestral Version)" – 1:27
2. "Trapped Like Carrots" – 2:15
3. "Doomsday is Family Time" – 2:27
4. "Release the Hounds" – 2:19
5. "Clap for Alaska" – 1:55
6. "What's an Epiphany?" – 2:07
7. "Thank You Boob Lady" – 2:45
8. "You Doomed Us All" – 5:52
9. "...Lead, Not to Read" – 2:05
10. "Why Does Everything I Whip Leave Me?" – 3:05
11. "Bart's Doodle" – 1:01
12. "World's Fattest Fertilizer Salesman" – 5:05
13. "His Big Fat Butt Could Shield Us All" – 1:46
14. "Spider Pig" – 1:04
15. "Recklessly Impulsive" – 5:27
16. "Homer, Bart, and a Bike" – 2:24 (dostępny tylko w sklepie iTunes i tylko w USA)